# Hanns Martell
Pour les articles homonymes, voir Martell (homonymie).
Hanns Martell, de son nom de naissance Hans Rieger, né le 29 avril 1955 à Gießen, est un producteur, auteur-compositeur et chanteur allemand.

## Biographie
Hans Rieger commence sa carrière en tant que manager, notamment, du champion olympique Karl-Heinz Radschinsky ou de Joy Dobson (Mad Max 3). Dans les années 1980, il devient le présentateur de grandes salles (Westfalenhallen, Mitsubishi Electric Halle), d'émissions de télévision (Sport unter der Lupe, Stars Hautnah) ou de tournées de chanteurs comme Heidi Kabel, Brigitte Mira ou Chris Howland.
Au début des années 2000, il commence une carrière d'interprète de chansons festives sous le nom de Strandgeier. En tant qu'auteur, il publie plus de 200 morceaux de musique. Il écrit notamment pour Chris Roberts, les Jacob Sisters ou Chris Marlow. À l'occasion de la Coupe du monde de football de 2010, il signe une 2010-Pokal diffusée dans les Fan zones, à la radio et à la télévision.
Martell est membre de la GEMA.

## Discographie
Sous le nom de Strandgeier
- 2000 : Alle Mann Richtung Ballermann
- 2001 : Paxi, Lexi, Fixi
- 2002 : Alles Fit im Schritt
- 2002 : In Berlin da sind die Räuber
- 2003 : Superclown
- 2004 : Heladiladilo
- 2005 : Kühles Bier und stramme Weiber
- 2006 : Hände hoch
- 2008 : Maccaroni Song
- 2009 : Party
- 2010 : 2010-Pokal
- 2011 : Adelheid
- 2012 : Du kleine Maus
- 2013 : Alles total normal
- 2015 : Wir feiern das Leben

Sous le nom de Hanns Martell
- 2006 : Annemarie Polka
- 2006 : Sieben Tränen
- 2007 : Flammen einer Sommernacht
- 2008 : Stella di Mare
- 2008 : In Gedanken
- 2008 : Hautnah am Tabu
- 2009 : Sowieso und einfach alles
- 2009 : Und morgen früh küss ich dich wach
- 2010 : Was wäre wenn
- 2011 : Flammen einer Sommernacht (Latino-Mix 2011)
- 2012 : Willst du nicht
- 2014 : Candlelight mit Maria

## Source de la traduction
- (de) Cet article est partiellement ou en totalité issu de l’article de Wikipédia en allemand intitulé « Hanns Martell » (voir la liste des auteurs).